# 洪都拉斯航空414號班機空難
洪都拉斯航空414號班機是洪都拉斯航空一班的來回奥古斯托·塞萨尔·桑地诺国际机场至德古斯加巴國際機場（Toncontín International Airport）定期航班，1989年10月21日，一架波音727客機墜毀於德古斯加巴國際機場附近，造成131名乘客死亡。
洪都拉斯航空414號班機空難是中美洲歷史上最嚴重的空難。

## 飛機
涉事飛機為波音727-224，註冊號為N88705，租賃自美國大陸航空，於1968年首次飛行，1981年交付給洪都拉斯航空。該機配備了飛行數據記錄器、駕駛艙語音記錄器和近地警告系統（GPWS）。然而，由於洪都拉斯當時不需要該系統，因此事故發生時近地預警系統已被斷開。
414號班機的機組人員包括34歲的機長Raúl Argueta、26歲的副機長Reiniero Canales和飛行工程師 Marco Figueroa，三人均受僱於洪都拉斯航空。

## 原因
當德古斯加巴空中交通管制部門批准414號班機使用VOR/DME進場01號跑道時，該航班正接近通孔廷國際機場。機組人員沒有按照規定的下降程序，而是從距機場約11海里（13英里；20公里）的高度開始持續下降，高度約為7,600英尺（2,300米）。
在整個進場過程中，飛機撞擊了海拔4,800英尺（1,500公尺）的塞羅德胡拉山，距離山頂約800英尺（240公尺），距離德古斯加巴國際機場01號跑道入口4.8海里（5.5英里；8.9公里）。撞擊發生時，飛機正處於進場姿態。
飛機斷成了三截。第一部分（駕駛艙、頭等艙）幾乎包含了所有空難倖存者，由於撞擊時接近失速、機頭配置較高。
乘客沒有意識到即將發生碰撞，因此沒有時間做出反應。倖存者埃爾南·馬德里描述了這一事件：「飛行員宣布幾分鐘後我們將抵達特古西加爾巴。飛機進入了雲層，開始顫抖並墜落。後來聽到了爆炸聲。事故發生時，其他乘客正在睡覺。」

## 影響
由於飛機撞擊速度很快，燃燒的碎片散落在一大片區域。儘管如此，救援人員還是在周六晚上找到了全部131具屍體，並將它們送往當地太平間進行身份辨認。
在美國國家運輸安全委員會和宏都拉斯民航局對墜機事件展開調查期間，三名飛行員阿格塔、卡納萊斯和菲格羅亞被指控過失殺人罪和疏忽罪並接受審判。然而，該案件從未解決。
此外，一些受害者的家屬也以 Transportes Aereos Nacionales, S.A. v. de Brenes 的名義提起訴訟。該訴訟整合31起非正常死亡案件，焦點是「精神損害賠償的可追償性」。雖然該訴訟最初是在佛羅里達州戴德縣巡迴法院提起的，但該案件將根據尼加拉瓜法律進行裁決。原告最初獲得約定的100萬美元賠償以及陪審團裁決的150萬美元精神賠償。另一起訴訟案的原告，Transportes Aereos Nacionales, S.A. v. de Brenes，獲得144,000美元賠償和1,494,000美元精神賠償。然而，這些決定最終被推翻，進一步的請求也被駁回。
五個月後，另一架由洪都拉斯貨運航空營運的洛克希德L-188（註冊號HR-TNL）飛機在414航班墜毀地點附近因類似原因墜毀，這是洪都拉斯航空集團六個月內發生的第三起事故。
1962年至1993年間，洪都拉斯航空飛機發生多起事故和墜毀事件。洪都拉斯航空還與佛羅裡達航空以及其他兩家中美洲航空公司（包括TAN）涉嫌操縱機票價格。洪都拉斯航空於1994年1月正式解散。